# Neoserica perakensis
Neoserica perakensis är en skalbaggsart som beskrevs av Moser 1915. Neoserica perakensis ingår i släktet Neoserica och familjen Melolonthidae. Inga underarter finns listade i Catalogue of Life.